# Manifestation Gottes

Das kalligraphische Ringsymbol zeigt drei Ebenen: die Ebene Gottes, die Ebene der Religionsstifter und der Menschheit. Diese Ebenen werden durch die Offenbarung miteinander verbunden.

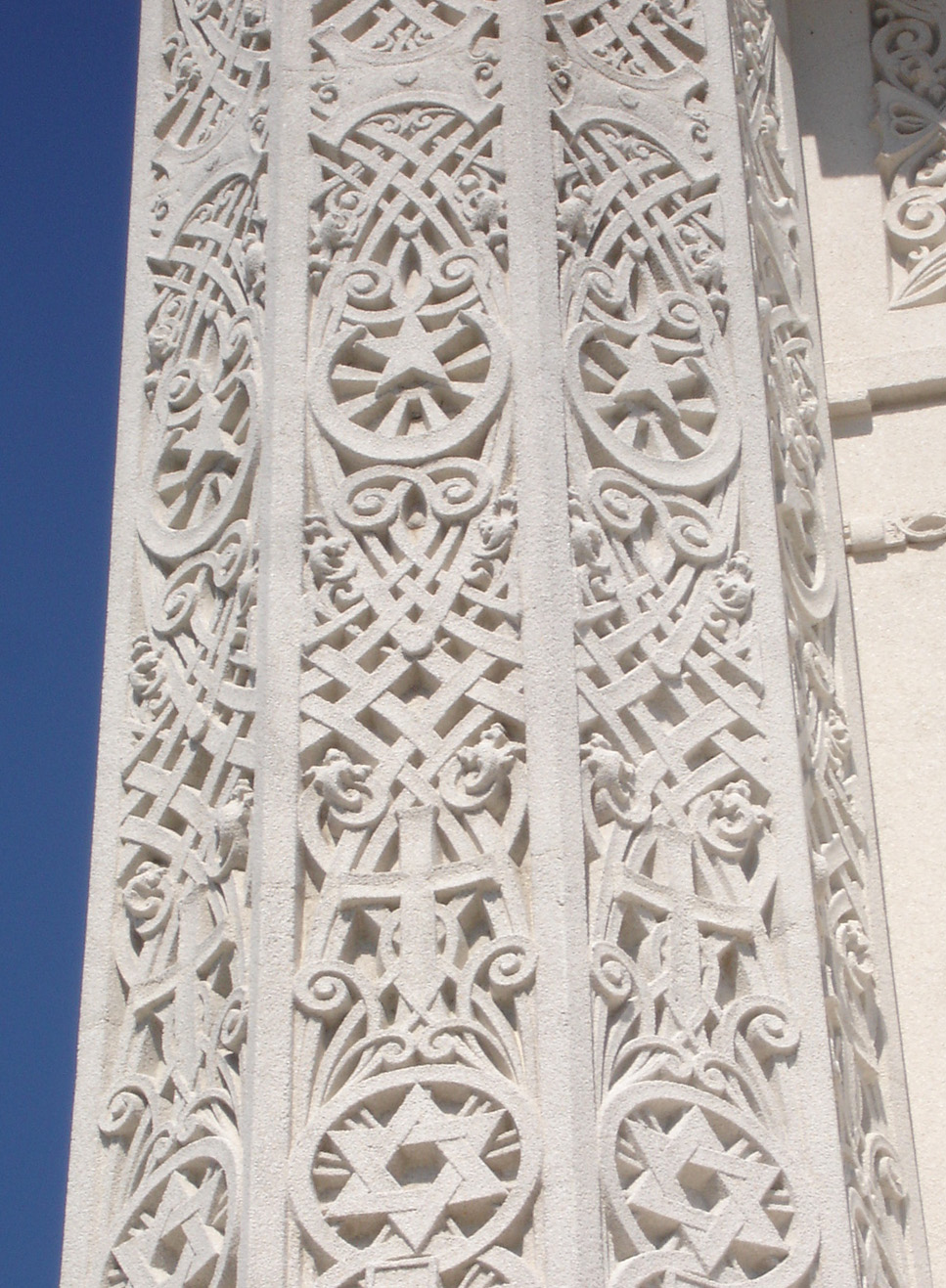
Symbole verschiedener Religionen auf einem Pfeiler des Hauses der Andacht in Wilmette, Illinois, USA, zeigen die Verbundenheit der Baha'i mit allen Manifestationen Gottes.

Manifestation Gottes (Bahai-Transkription maẓhar-i-iláhí) ist ein theologischer Begriff aus dem Bahaitum, welcher ihr Modell der göttlichen Offenbarung umreißt. Alternativ werden von Bahā'ī auch die Begriffe Offenbarer oder Religionsstifter benutzt.
Für Baha'i ist die Essenz Gottes nicht erkennbar, deshalb sendet dieser seine Sendboten, die Manifestationen Gottes, welche seine Vertreter auf Erden sind. Sie sind Theophanien, Spiegel, welche Gottes Herrlichkeit reflektieren und seine Attribute offenbaren. Sie sind jedoch keine Inkarnationen Gottes oder seiner Essenz, sondern Emanationen, trotzdem stellen sie gegenüber den Menschen die göttliche Präsenz dar. Sie bieten den Menschen den alleinigen Zugang zum göttlichen Wissen und zur göttlichen Barmherzigkeit.
Sie offenbaren das göttliche Gesetz und sind im Besitz der „Größten Unfehlbarkeit“ und frei von Sünde. Gegenüber der Menschheit treten sie als aufeinanderfolgende göttliche Lehrer auf, woraus sich die Baha'i-Lehre der Fortschreitenden Offenbarung ergibt.
Auch wenn sich in den Schriften der Baha'i keine definitive Liste von Manifestationen findet, so trifft man auf Adam als die erste bekannte Manifestation Gottes, gefolgt von Abraham, Mose, Zarathustra, Krishna, Siddhartha Gautama, Jesus Christus, Mohammed, dem Bab und schließlich Baha'ullah, dem Stifter der Baha'i-Religion. Dies ist jedoch keine exklusivistische Aufzählung, sondern eine Liste der den Baha'i sicher bekannten Manifestationen Gottes. In der Praxis gehen Baha'i meist inklusivistisch vor. Baha'ullah gilt keinesfalls als letzte Manifestation Gottes, sondern auch ihm werden weitere folgen, jedoch frühestens 1.000 Jahre nach seiner öffentlichen Kundgebung seiner Mission.
Die Manifestationen Gottes haben die Souveränität über den Himmel und die Erde. Jede von ihnen ist die Wiederkunft aller vorherigen Manifestationen Gottes und bringt mit ihrem Auftreten ein Gericht, welches die Gläubigen von den Ungläubigen trennt. Sie initiieren eine positive und belebende Transformation im Leben ihrer Anhänger und in deren Gesellschaften, welche Einheit, Frieden, Mut und Gewissheit spendet. Aus dieser großen Bedeutung der Manifestationen Gottes für die Baha'i erklärt sich, dass Bahau’llah in seinem Heiligsten Buch Anerkennung und Gehorsam gegenüber den Manifestationen Gottes als untrennbares erstes Gebot festlegte. Aus dieser Sicht ist ein Auflehnen gegen eine Manifestation Gottes auch ein Auflehnen gegen alle anderen und letztendlich auch gegen Gott.
Das Wesen der Manifestationen Gottes hat zwei Stufen: Auf der einen Seite teilen sie ihre Eigenschaft als Träger der göttlichen Botschaft und verkünden allesamt den gleichen Glauben, auf der anderen Seite hat jede von ihnen einen eigenen Auftrag, eine spezifische Botschaft und eine individuelle menschliche Gestalt und Persönlichkeit. Daraus erklären Baha'i die, für sie nur äußerlichen, Unterschiede der verschiedenen Religionen und proklamieren deren mystische Einheit.